# Langes Tannen (Uetersen)
Langes Tannen ist ein weitläufiges Parkgelände im Norden von Uetersen in Schleswig-Holstein mit einer weißen Villa und verschiedenen Nebengebäuden. Der Stumpf einer Windmühle weist darauf hin, dass sich hier der Wohnsitz einer Müllerfamilie befand. Der Park grenzt an das gleichnamige Waldgebiet, das den sogenannten Hexenwald beheimatet und als Landschaftsschutzgebiet ausgewiesen ist. Heute ist das gesamte Gelände von Langes Mühle im Besitz der Stadt und der Öffentlichkeit zugänglich. Es beheimatet zudem ein öffentliches Museum im Herrenhaus und eine Museumsscheune, in der in unregelmäßigen Abständen verschiedene Ausstellungen und Konzerte stattfinden. Der Landsitz erhielt seinen Namen „Langes Tannen“ am Ende des 19. Jahrhunderts, als der Dünenzug nördlich des Hauses aufgeforstet wurde.
Die Anlage ist seit 1997 als „einzigartiges Denkmalensemble der Landwirtschafts- und Industriegeschichte sowie der bürgerlichen Landhauskultur des 19. und frühen 20. Jahrhunderts“ in das Denkmalbuch eingetragen.

## Geschichte

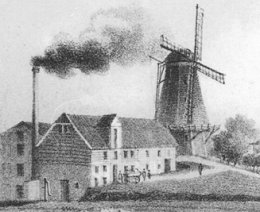
Langes Mühle in Uetersen im 19. Jahrhundert

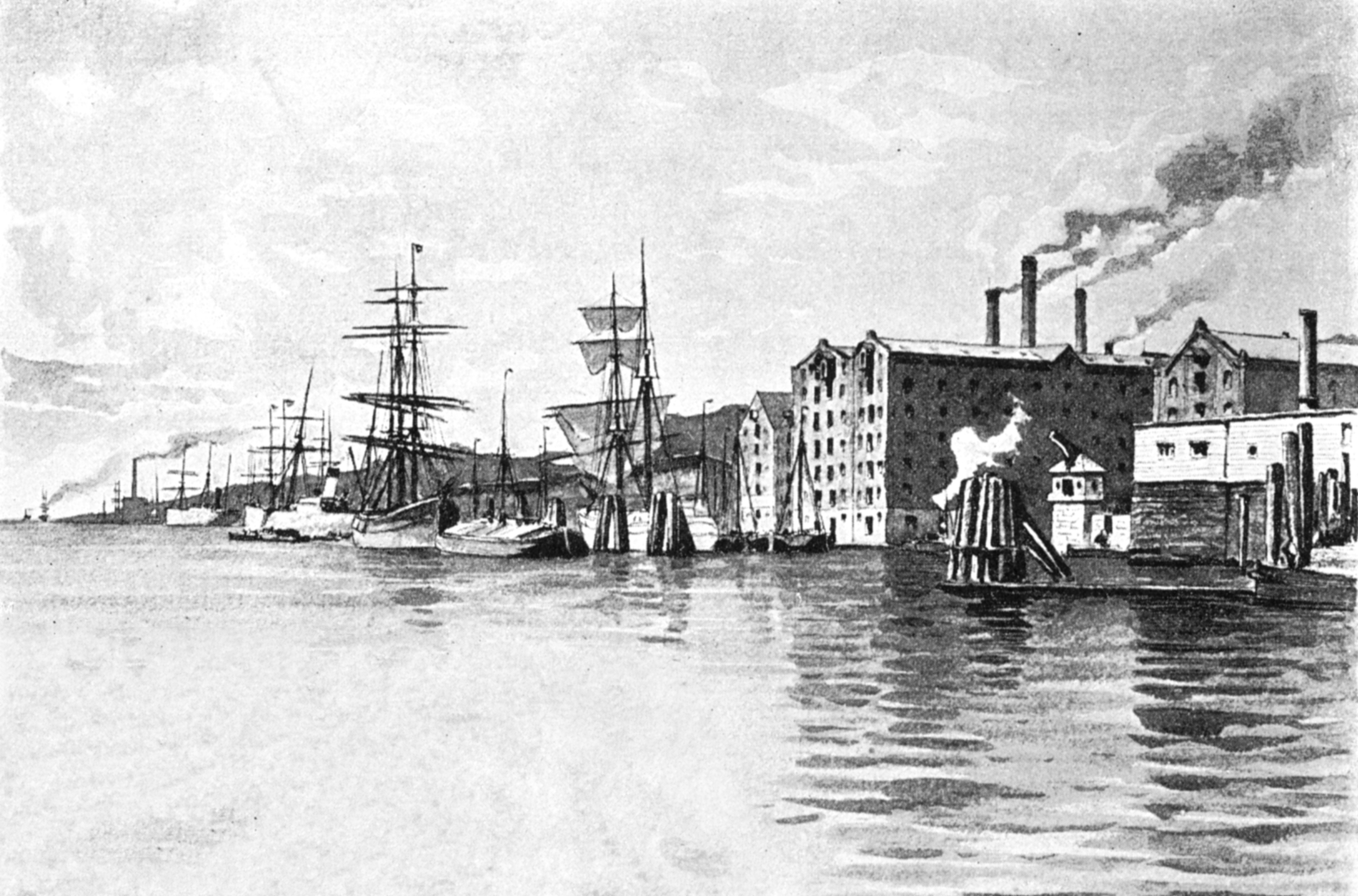
Die Mühle in Altona im 19. Jahrhundert

1728 wurde zusätzlich zur schon bestehenden Klostermühle eine zweite Mühle in Uetersen errichtet, für die König Friedrich IV. dem Müller Johann Heinrich Carstens 1727 die Konzession erteilt hatte. Es handelte sich um eine Zwangsmühle für die Bauern von Neuendeich, denen dadurch der weitere Weg zu anderen Mühlen erspart blieb. Als Lohn erhielt der Müller einen festgelegten Anteil des Korns, die sogenannte Matte. Nach Carstens Tod gelangte der Müller Jacob Lange 1739 durch Hochzeit mit der Witwe in den Besitz der Mühle. Von da an blieb sie im Familienbesitz der Langes. Spätestens 1765 besaß Jacob Lange auch das Recht, Korn von außerhalb seines Mahlbezirks zu kaufen, auf eigene Kosten zu mahlen und mit dem Mehl Handel zu treiben.
1795 brannte die "Mühle hinter Esingen" nieder. Die "Neue Mühle" wurde als Turmholländerwindmühle im folgenden Jahr an derselben Stelle errichtet. 1806 ließ sich Müller Johann Peter Lange, der Enkel von Jacob Lange, eine klassizistische Villa als Wohnhaus neben der Mühle bauen. Ab 1832 erhielt dessen gleichnamiger Sohn eine Konzession auf die Produktion von Schiffszwieback. 1842 baute er neben der alten Windmühle eine Dampfmühle, die erste im Land. Nach der Ausweitung des Betriebes wurde die Firma J. P. Lange Söhne gegründet. 1854 endete der Mühlenzwang. 1874 errichteten Langes eine Korndampfmühle als Zweigniederlassung in Altona. Später wurde der neue Standort der Hauptsitz der Firma. In Altona betrieben die Langes einen der größten Mühlenbetriebe in Norddeutschland. Die Uetersener Mühle wurde von einem Pächter weiter betrieben. 1903 kam es zur Einstellung des Betriebes in Uetersen, aber das Gelände mit Park und Herrenhaus blieb bis zum Tode Werner Langes im Besitz der Familie Lange.
1979 vererbte der Kaufmann Werner Lange der Stadt Uetersen den gesamten Grundbesitz, mit der Auflage, dass die Gebäude und der Park im bisherigen Stil erhalten bleiben, gegebenenfalls zu restaurieren sind und ein öffentliches Museum mit einem Park zu errichten sei. Die Stadt richtete daraufhin im Herrenhaus ein Museum ein, in dem die großbürgerliche Wohnkultur der Familie Langes präsentiert wird. Auch die anderen Gebäude und die Parkanlage werden von der Stadt und einem Förderverein erhalten und gepflegt. In der Scheune finden in unregelmäßigen Abständen Kunstausstellungen und kulturelle Veranstaltungen statt.

## Gebäude

### Wohnhaus
Das ehemalige Wohnhaus der Langes ist ein zweigeschossiges Traufenhaus von fünf Achsen Breite mit flachem Walmdach, das im klassizistischen Baustil um 1806 errichtet wurde. Eine Freitreppe führt zum Eingang in Form eines Portikus. Er besteht aus vier ionischen Pilastern mit Dreiecksgiebel. Die Rückseite des Hauses zeigt in der Mitte ein viersäuliges, übergiebeltes Tempelchen. Die seitlichen Wände waren ursprünglich offen.
Die Villa ist heute als Museum jedem zugänglich. Die Einrichtung zeigt die bürgerliche Wohnkultur vom Ende des 18. bis zum Anfang des 20. Jahrhunderts am Beispiel der wohlhabenden Müllerfamilie Lange. Außer der Küche können Besucher auch voll möblierte Wohn- und Schlafräume besichtigen.

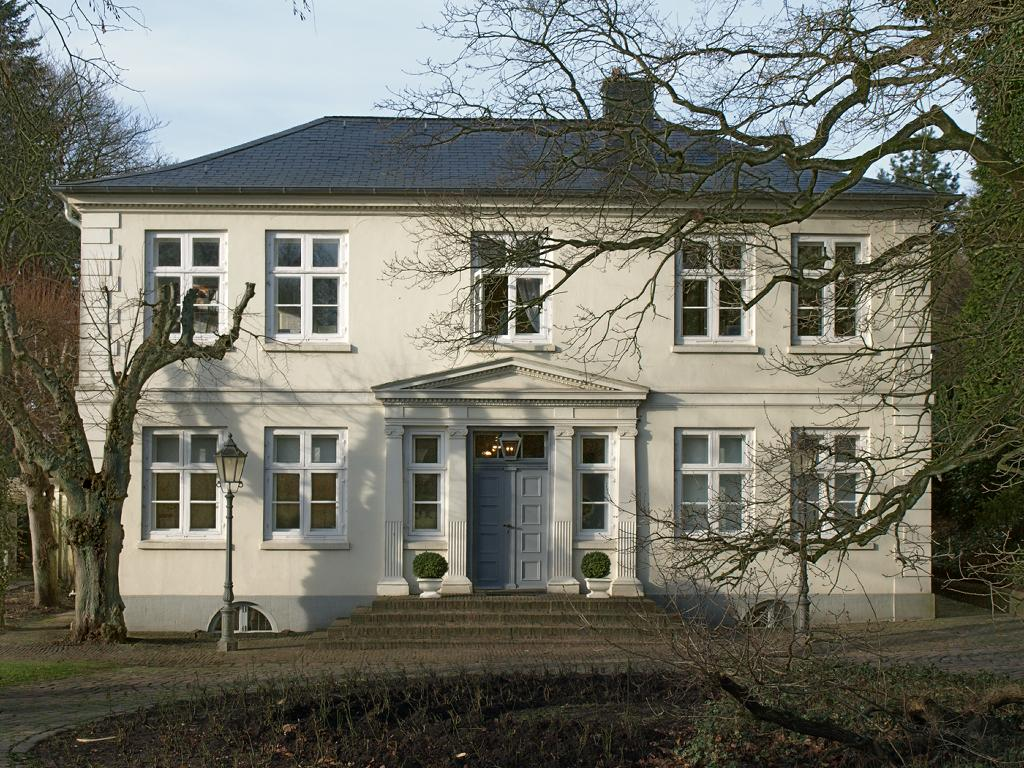
Das Wohnhaus von der Eingangsseite
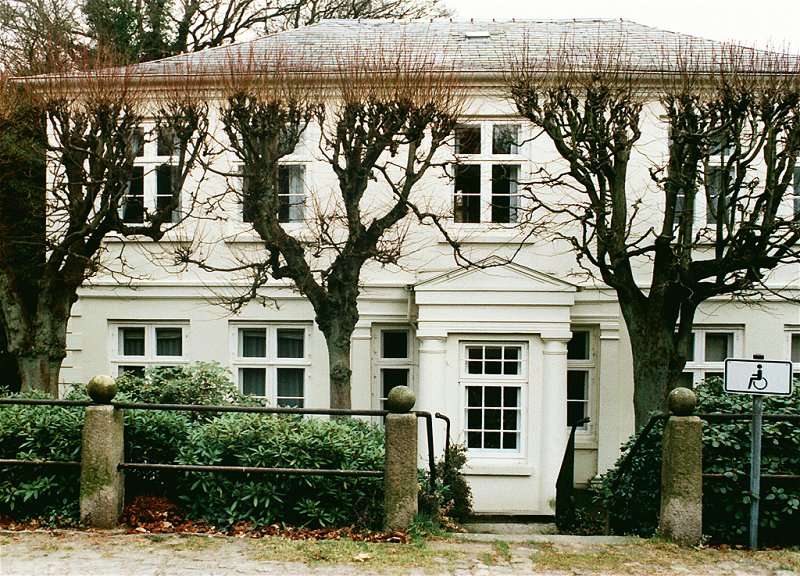
Das Wohnhaus von der Rückseite
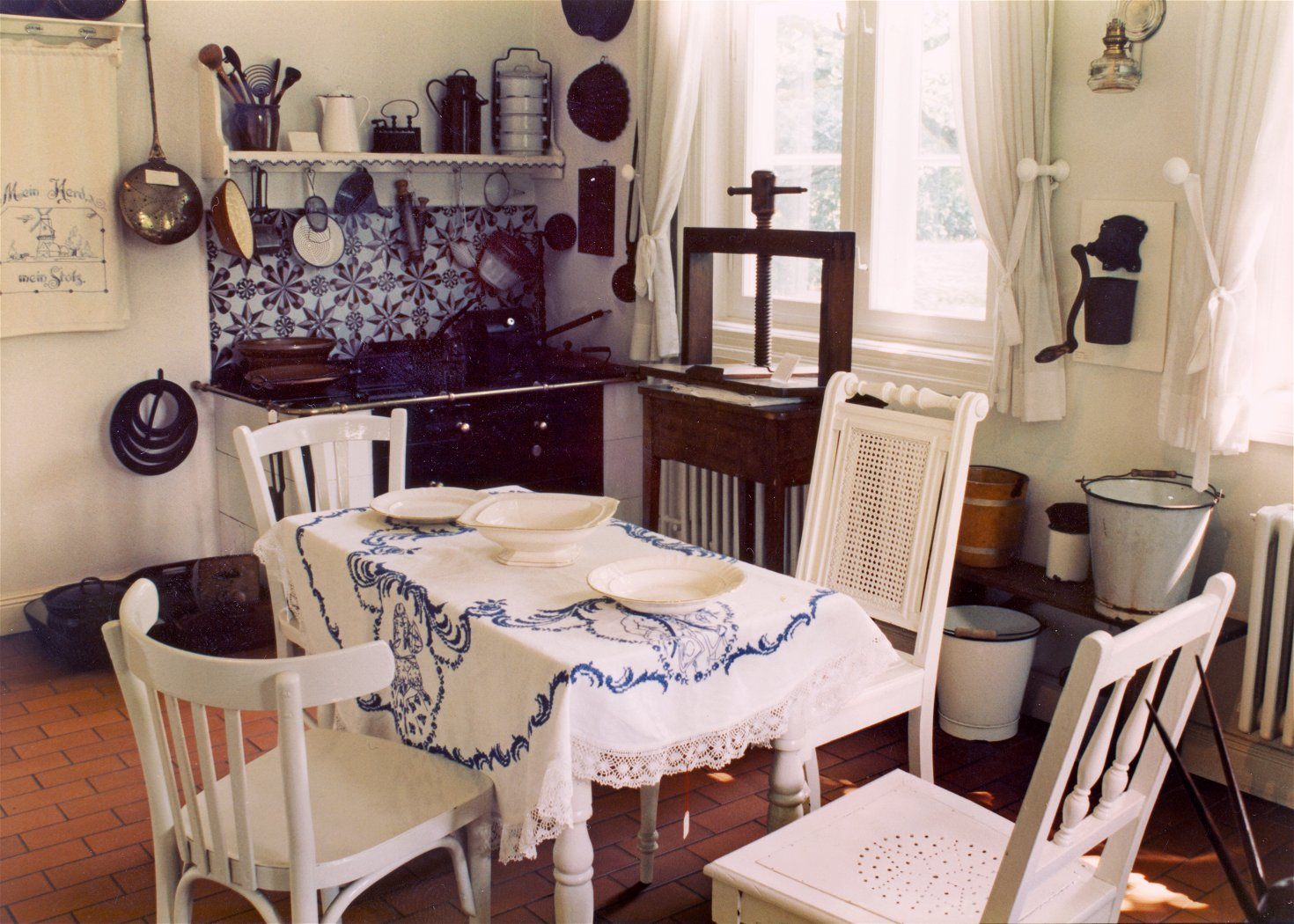
Originale Kücheneinrichtung
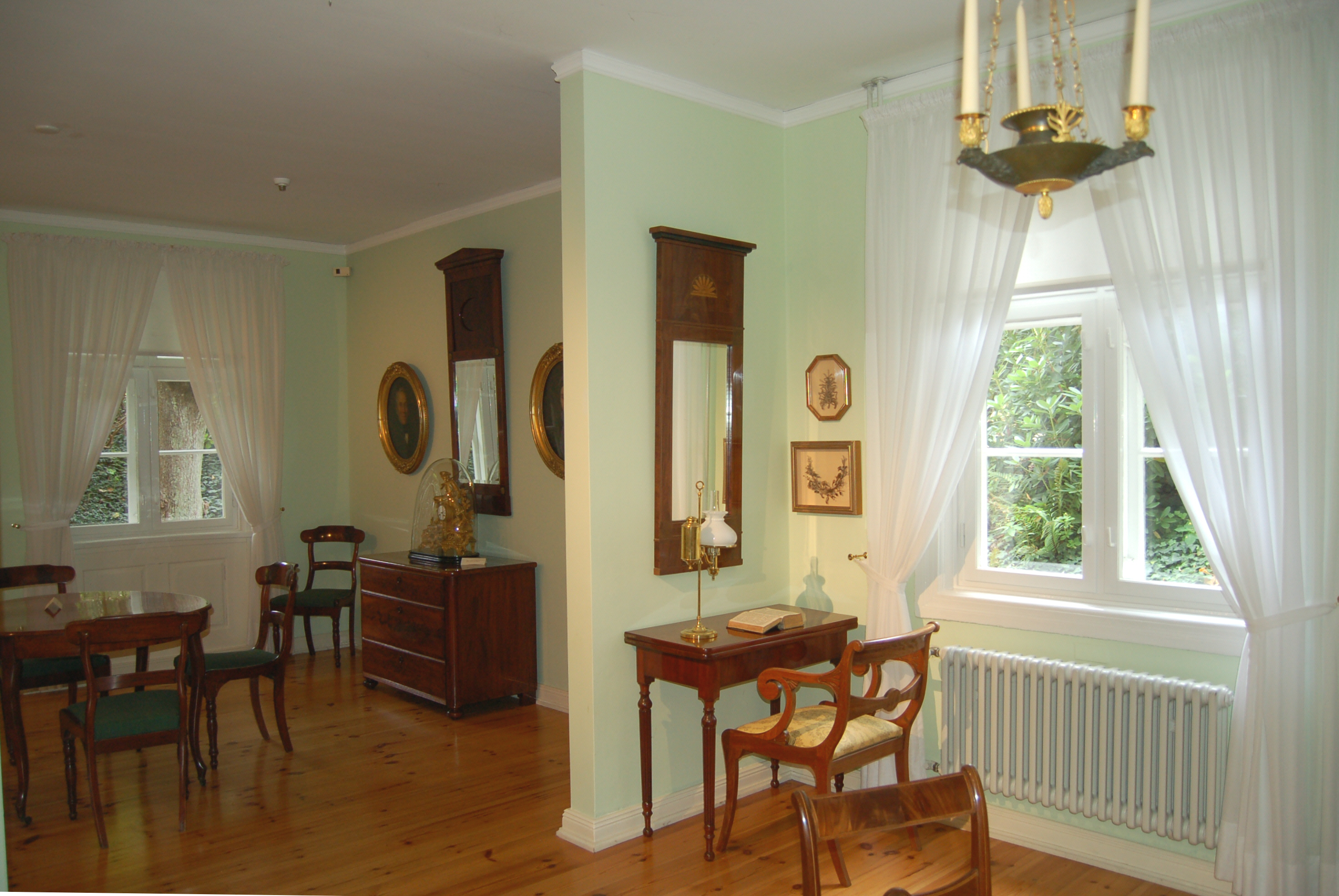
Das Wohnzimmer im Stil des Biedermeier
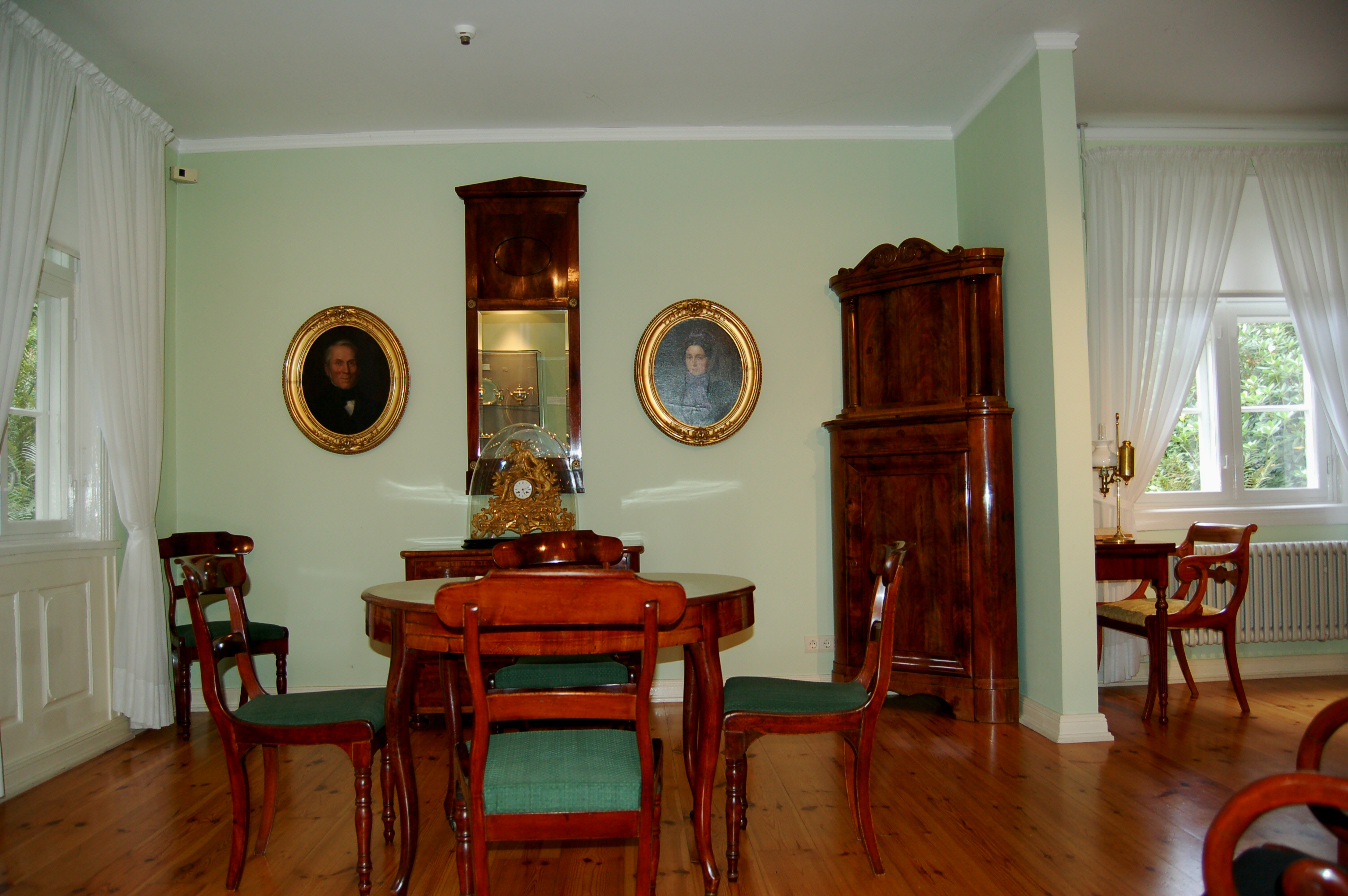
Das Esszimmer (spätes Biedermeier)
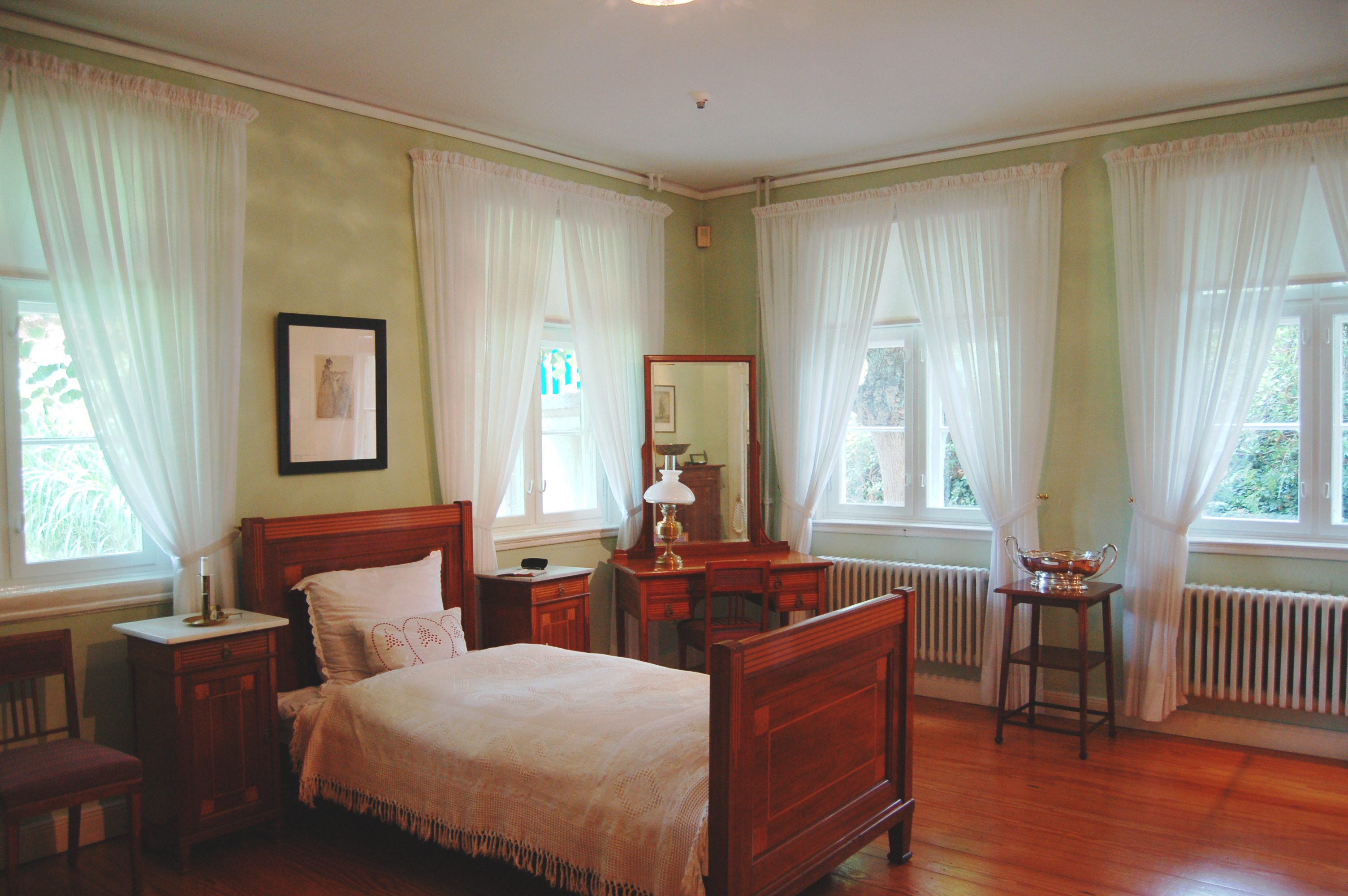
Das Schlafzimmer (Neobiedermeier um 1910)

### Museumsscheune von 1762
Es handelt sich um eine reetgedeckte 7 Fach-Scheune mit Zweiständergefüge und Durchfahrtsdiele. Beide Giebel kragen leicht vor und sind verschalt. Im Hausbalken des Tores auf der Westseite ist eine eingeschnittene Bauinschrift angebracht, die Bauherren und das Jahr nennt:
JA.COB. LANG MA.RI.A. CE.CI.LI.A. LANGN / ANNO 1762. Jacon Lange war der erste Mühlenbesitzer aus der Familie Lange, seine Frau Maria Cecilia war die Witwe von Carstens, dem ersten Müller.
Die Scheune und insbesondere die Diele wird vom Museum für kulturelle Veranstaltungen wie Sonderausstellungen, Konzerte, Lesungen und Vorträge genutzt.
Im Januar 1990 brannte die Scheune aufgrund einer Brandstiftung aus und wurde danach wieder aufgebaut. In den vergangenen Jahren gab es in unregelmäßigen Abständen Feuerwehreinsätze wegen versuchter Brandstiftung auf dem Museumsgelände.
Am Abend des 10. Oktober 2021 brach erneut ein Feuer in dem Reetdachgebäude aus. Teile einer dort präsentierten Ausstellung sowie andere Wertgegenstände konnten in der Anfangsphase des Einsatzes durch die Feuerwehr gerettet werden, ehe der Brand durchzündete und die Scheune größtenteils vernichtete. Nach ersten Erkenntnissen ging man zunächst von einem technischen Defekt als Brandursache aus, durch weiteren Untersuchungen der Brandstelle wird erneute Brandstiftung angenommen.

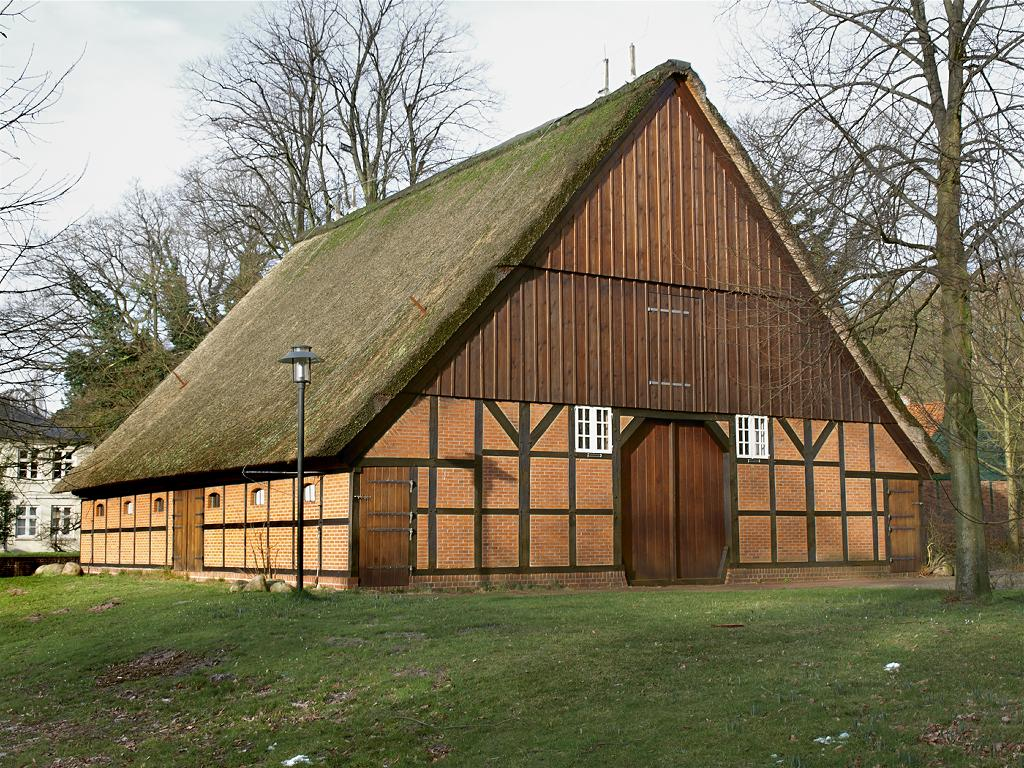
Die Museumsscheune
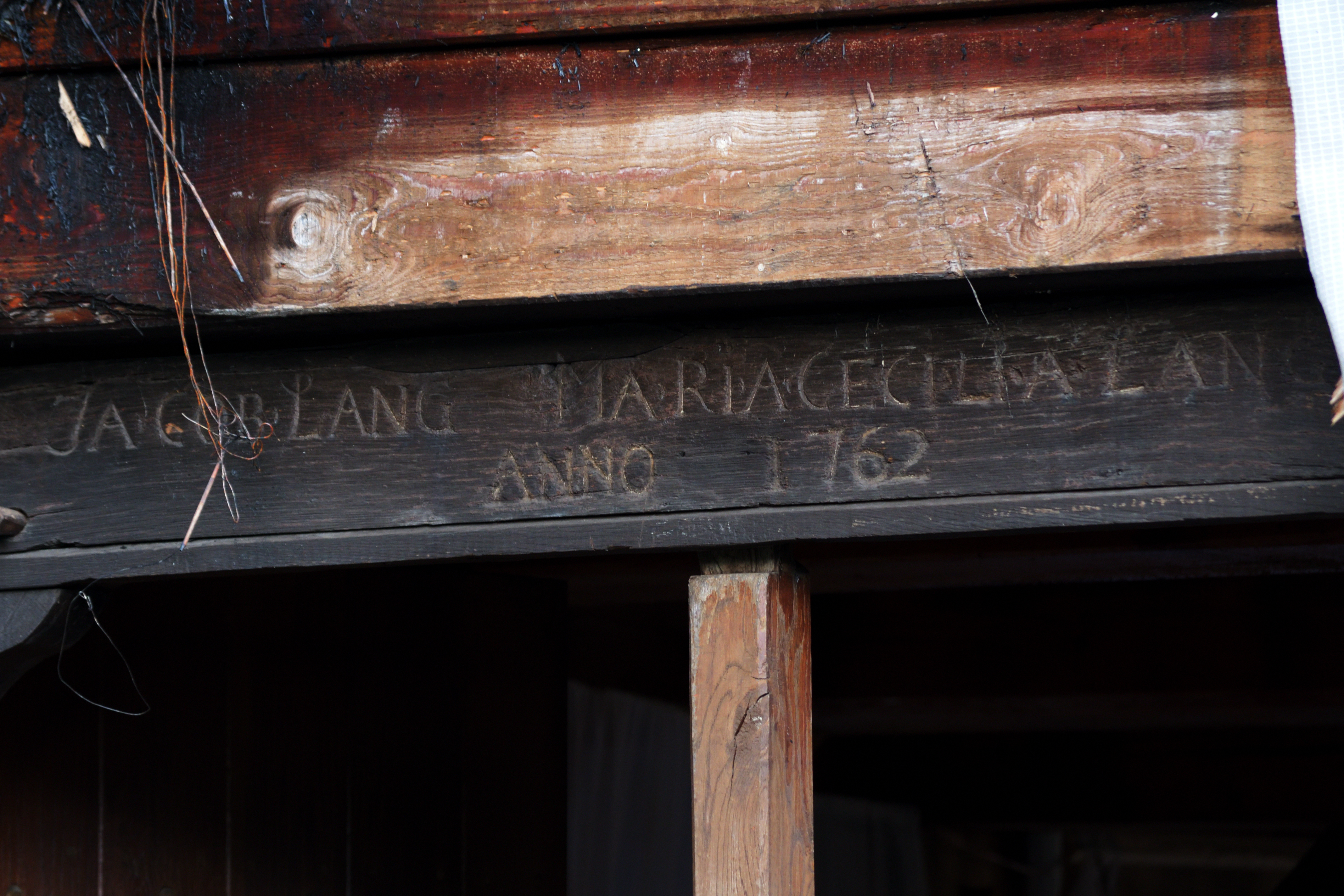
Hausbalken des Westtores mit Bauinschrift
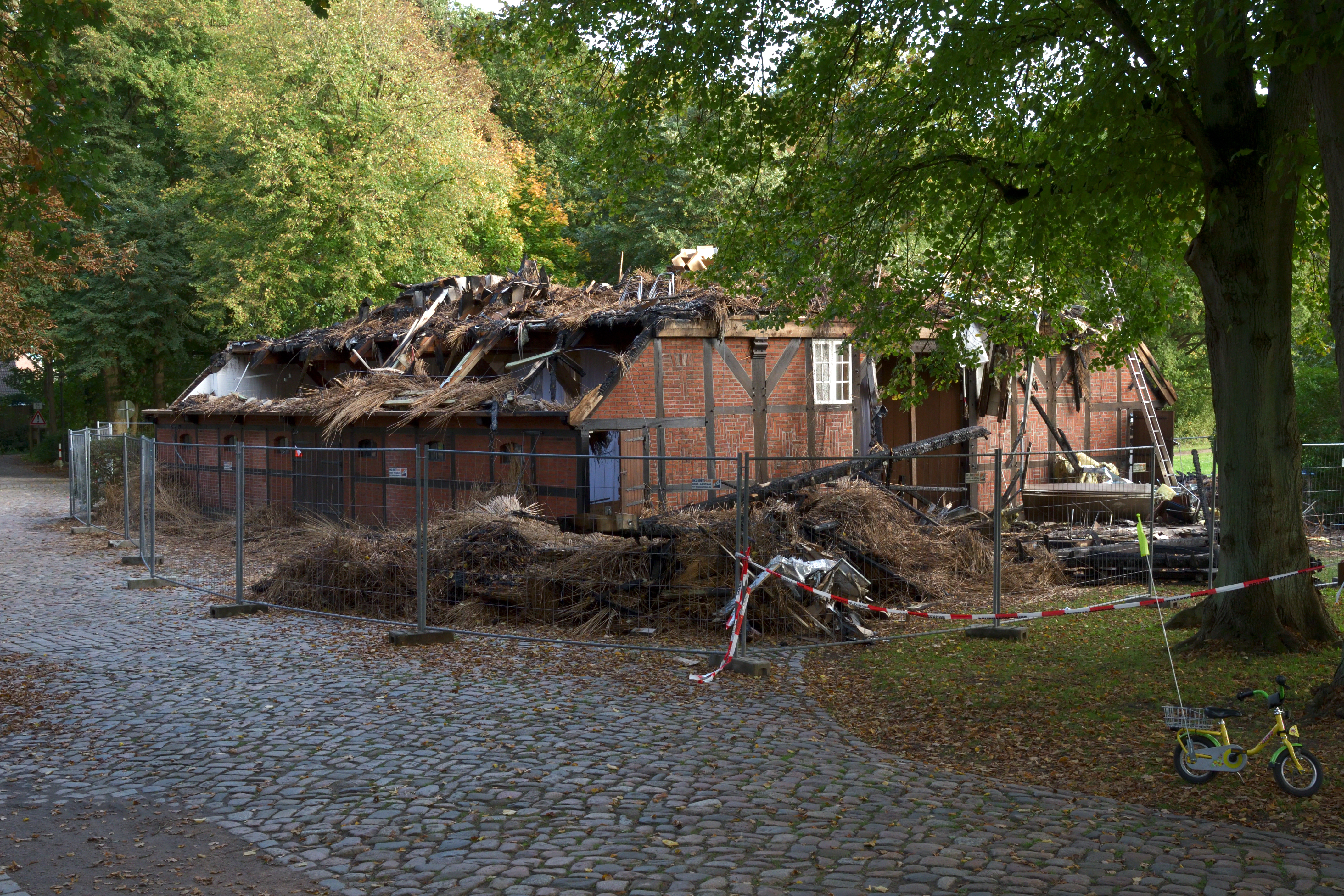
Überreste der abgebrannten Museumsscheune 2021

### Waschhaus, Remise und der Mühlenstumpf

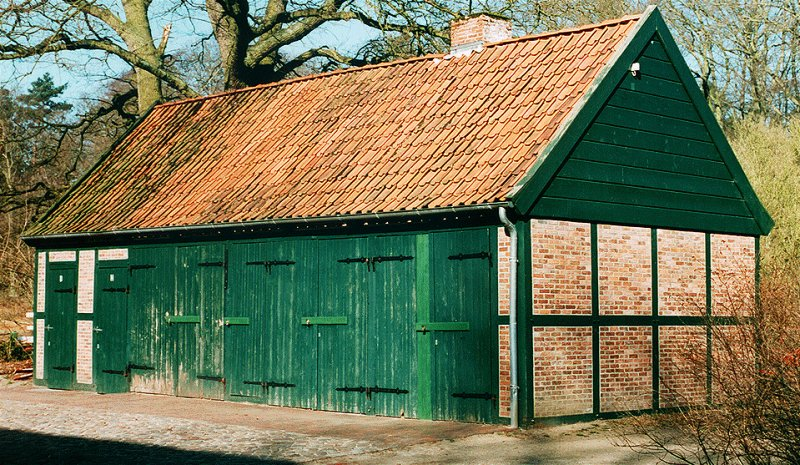
Die Remise

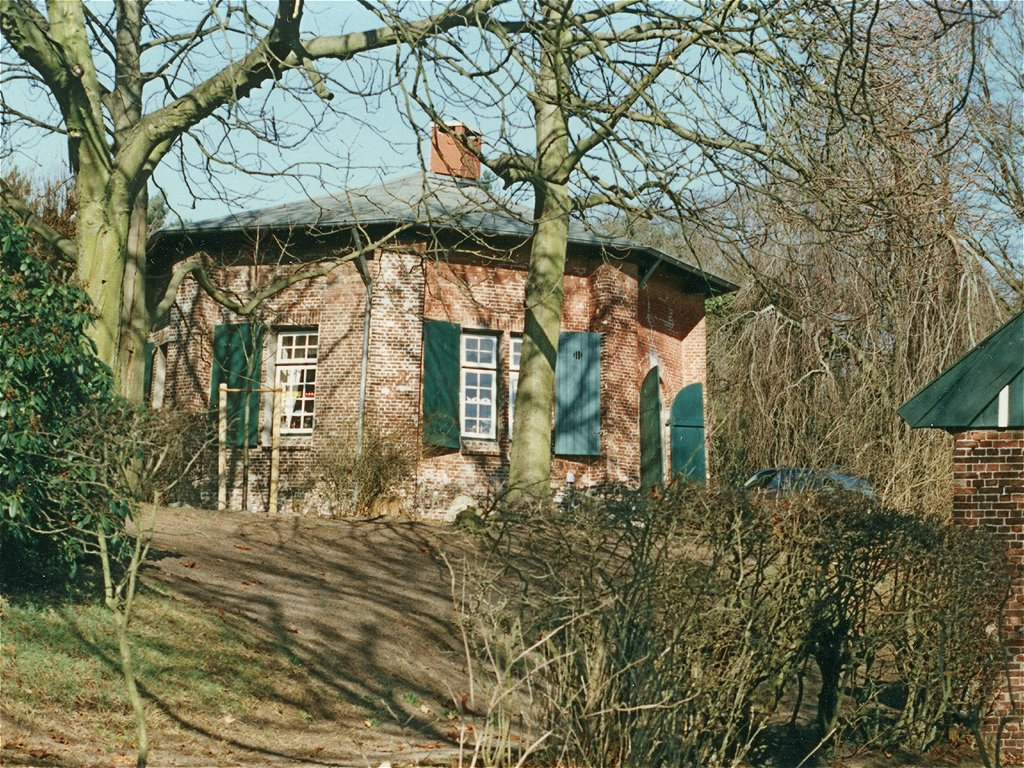
Der Stumpf der ehemaligen Windmühle, Baujahr 1796

Von den Nebengebäuden sind außer der Scheune noch das ehemalige Waschhaus, die Remise und der Stumpf der alten Windmühle erhalten. Im Mühlenstumpf ist ein Café eingerichtet. Das ganze Ensemble, die Gebäude und das Langesche Gelände, wurde 1997 unter Denkmalschutz gestellt.

### Ruine des Schornsteins
Das nördlich der Villa gelegene Waldgebiet wird als Langes Tannen bezeichnet. Dort liegt auf einem sandigen Hügel der gesprengte Schornstein, der aus der Zeit der Dampfmühle von 1842 stammt. Im Zweiten Weltkrieg erfolgte die Sprengung, da der Schornstein feindlichen Fliegern als Orientierungshilfe dienen konnte.
- Siehe auch: Liste der Kulturdenkmale in Uetersen
- Siehe auch: Bildtafel der Kulturdenkmale in Uetersen

## Parkanlage
Die gärtnerische Nutzung des Geländes begann damit, dass am Anfang des 19. Jahrhunderts die Familie Lange einen Küchen- und einen Blumengarten einrichten ließ. Dafür wurde die Sanddüne ausgehoben und Gartenerde herangeschafft. Seitdem ist der tiefer gelegene Garten, wo sich heute ein Rasenplatz befindet, von Wällen umgeben. Die Lage des Gemüsegartens ist heute noch erkennbar. Weitere Umgestaltungen des Geländes erfolgten, als die Anfahrtswege zur Mühle als Steindämme befestigt wurden, damit die Bauern ihr Getreide problemlos anliefern konnten. Die südliche Zufahrt ist als gepflasterte Kastanienallee erhalten. Die Kastanien wurden Anfang des 20. Jahrhunderts gepflanzt. Entwürfe des Hamburger Gartenarchitekten Karl Plomin aus dem Jahr 1948 zur Umgestaltung des Gartens sind aus Kostengründen nicht umgesetzt worden.
Nachdem Werner Lange 1979 das Anwesen der Stadt Uetersen vermacht hatte, wurde das gesamte Areal zu einem öffentlichen Park- und Erholungsraum umgestaltet. Denkmalpflegerische und naturschutzrechtliche Belange mussten dabei berücksichtigt werden. Hier fand auch das jährliche „Woodrock-Festival“, später das Rock´n´Rose Festival statt, ein kostenloses Open-Air-Festival, das überwiegend von Jugendlichen besucht wurde. Heute ist Langes Tannen ein stadtnahes Erholungsgebiet, neben dem Rosarium der zweite große Park der Stadt Uetersen.

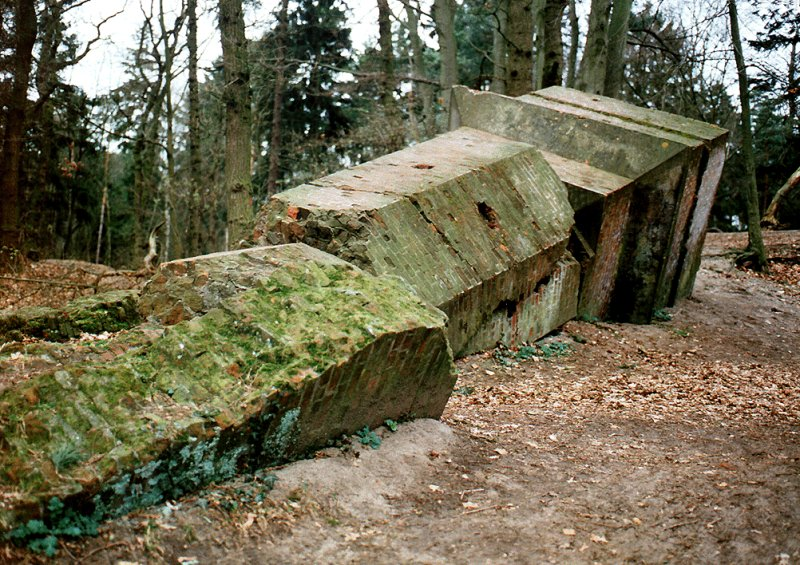
Der gesprengte Schornstein der ehemaligen Dampfmühle
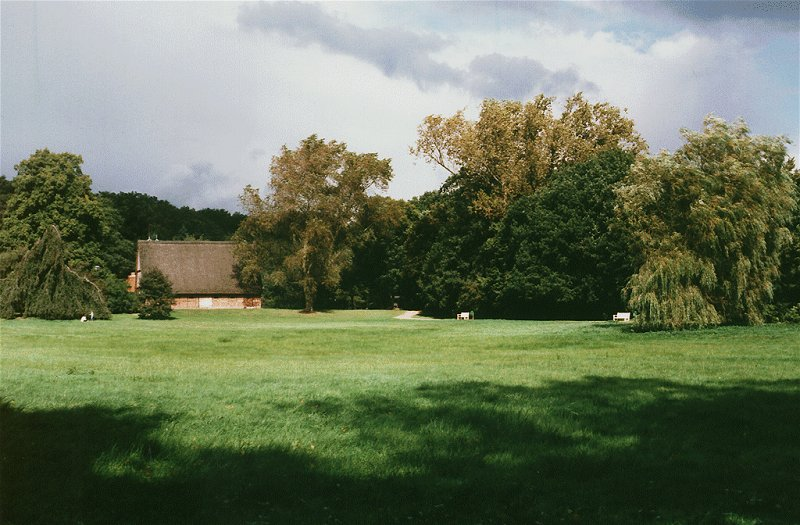
Die große Wiese im Park, Blick nach Norden
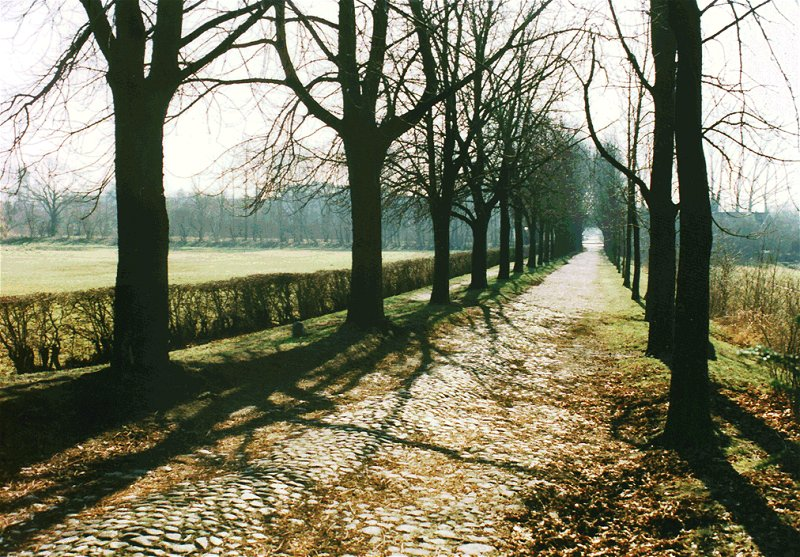
Die Kastanienallee, Zufahrt zur Mühle